# Pratânia
Pratânia este un oraș în São Paulo (SP), Brazilia.